# Giacomo Carrara
Giacomo Carrara (Bergamo, 9 giugno 1714 – Bergamo, 20 aprile 1796) è stato uno storico dell'arte, collezionista d'arte e nobile italiano.

## Biografia
Il conte Giacomo Carrara fu iniziato agli studi presso un collegio della zona gestito da religiosi, dove poté cominciare a dedicarsi allo studio dell'arte. 
Approfondì le proprie conoscenze e, grazie al notevole patrimonio famigliare ereditato dal padre, cominciò ad acquistare quadri, sculture ed altri oggetti d'arte, tanto da divenire un famoso collezionista nella bergamasca.
Riuscì ad accumulare un patrimonio artistico talmente ingente che ben presto si trovò nella condizione di non trovare più spazio all'interno delle sue case di Bergamo.
Fu così che decise allora di costruire un edificio neoclassico, ai piedi di città alta, dove creare una Pinacoteca ed una Scuola d'arte, al fine di poter insegnare l'arte ai giovani talenti della zona.
Non avendo eredi diretti (il suo unico figlio era morto in tenera età), alla sua morte avvenuta il 20 aprile 1796 destinò il suo ingente patrimonio artistico ed economico venne affidato ad una fondazione che ne garantisse il futuro. Questa fondazione, che avrebbe dato luogo all'attuale Accademia Carrara e di cui facevano parte, tra gli altri, la vedova di Giacomo, Marianna Passi, e Don Girolamo Adelasio, continuò, con acquisizioni e lasciti, a gestire sia il grande patrimonio artistico che la scuola d'arte, dalla quale uscirono le numerose personalità che diedero lustro sia alla scuola stessa che alla città di Bergamo.
Soltanto nel XX secolo l'Accademia passò sotto il controllo del Comune di Bergamo.